# Szendrei József (jezsuita szerzetes)
Szendrei József (Acsalag?, Sopron megye, 1720. október 22. vagy 1719. február 23. – Kolozsvár, 1775.) Jézus-társasági áldozópap és tanár.

## Életútja
Nemes szülők gyermeke. 1740. október 27-én Kőszegen lépett a jezsuiták közé. Tanított Kolozsvárt szónoklattant; ezt követően Felsőbányán hitszónok volt, azután hittérítő, a rendház főnöke és ismét Kolozsvárt a szeminarium kormányzója. Egerben a rend növendékeinek oktatójaként működött, majd Nagyváradon házfőnök és Kolozsvárt iskolaigazgató volt. A rend feloszlatása után 1775-ben meghalt Kolozsvárt.

## Munkája
- Octo orationes in idola orbis terrarum. Claudiopoli, 1749